# Martin Bieri (Autor)
Martin Bieri (* 1977 in Bern) ist ein Schweizer Schriftsteller, Dramaturg und Journalist. 

## Leben und Wirken
Martin Bieri wurde 1977 in Bern geboren. Er studierte Theaterwissenschaft, Theologie und Kunstgeschichte und promovierte zu zeitgenössischem Theater und Landschaftstheorie. Bieri schreibt Gedichte, Theaterstücke und ist als literarischer Übersetzer tätig. Seine Gedichte sind in mehreren Anthologien erschienen. 2015 gab Bieri in der Münchner Lyrikedition 2000 den Gedichtband „Europa, Tektonik des Kapitals“ heraus, für den er die Literaturpreise der Stadt und des Kantons Bern erhielt. 2021 erschien sein zweiter Lyrikband "Unentdecktes Vorkommen", der ebenfalls mit dem Literaturpreis des Kantons Bern ausgezeichnet wurde.
Als freier Journalist berichtet er über Kunst und Fussball. 
Er arbeitete als Dramaturg am Luzerner Theater und am Theater Neumarkt Zürich. Von 2002 bis 2014 war er Leitungsmitglied der freien Gruppe Schauplatz International (Bern / Berlin), mit der er an zahlreichen  Häusern und Festivals in Deutschland und der Schweiz gastierte. Von 2013 bis 2021 war Bieri Mitglied der Performance-Gruppe "ultra". Bieri arbeitet regelmässig mit dem Regisseur Max Merker zusammen und hat mehrere Theaterstücke und Hörspiele mit Andri Beyeler und mit Ariane von Graffenried geschrieben.

## Auszeichnungen
- 2006: Förderpreis des Kantons Bern (mit Andri Beyeler)[1]
- 2016: Literaturpreis des Kantons Bern[2]
- 2017: Literaturpreis „Weiterschreiben“ der Stadt Bern[3]
- 2019: Literaturpreis des Kantons Bern (mit Ariane von Graffenried)[4]
- 2022: Literaturpreis des Kantons Bern[5]

## Werke

### Lyrik
- Poetische Schweiz – Suisse Poétique – Svizzera Poetica – Svizra Poetica – Ljóðræna Sviss, Gedichte – Poésies – Poesie – Poesias – Ljóð, Erstfeld, 2011
- Moderne Poesie in der Schweiz, Eine Anthologie von Roger Perret, Zürich, 2013
- Europa, Tektonik des Kapitals, München 2015.
- Unentdecktes Vorkommen, München 2021.

### Stücke
- One will burn, Szenische Lesung: National Theater Mannheim, Mannheim, 2002
- How the west was won and where it got us, Uraufführung: Luzerner Theater, 2004
- Was böse war, wird endlich gut, Uraufführung: Luzerner Theater, 2005
- Rock and roll will never dead, Mini-Drama mit Andri Beyeler, Uraufführung: Schauspiel Essen, 2006
- Die sieben Leben eines Sportskameraden mit Andri Beyeler, Uraufführung Luzerner Theater, 2006
- Was gisch mer für d Welt?, Uraufführung: GZ Buchegg Zürich, 2010
- Donkey der Schotte und das Pferd, das sich Rosi nannte mit Ariane von Graffenried, Uraufführung: Konzert Theater Bern, 2018
- Geisterspiel mit Andri Beyeler, Uraufführung: Theater Winkelwiese Zürich, 2019
- Keine Schwierigkeiten schrecken uns. Die Nichtentdeckung der Nordwest-Passage
- Das Ende von Schilda mit Ariane von Graffenried, Uraufführung: Bühnen Bern, 2022
- Roaring Girl von Thomas Dekker und Thomas Middleton, übersetzt und bearbeitet von Martin Bieri, Uraufführung als "Roaring": Schlachthaus Theater Bern
- Versteckt – Lucia in Finsterland mit Ariane von Graffenried, Uraufführung: Luzerner Theater, 2023

### Essays
- Henzi Sulgenbach, Ein Lessing-Implantat, mit einem Nachwort von Ariane von Graffenried, Bern 2020.

### Hörspiele
- Anna-Lisa Ellend, Martin Bieri, Albert Liebl, Lars Studer: Hop-On Hop-Off Identity Tour. Rund um die Sendlinger Moschee – Realisation: Die Autoren – Bayerischer Rundfunk, Münchner Kammerspiele, 2008.
- Elvira Isenring, Ariane Von Graffenried & Martin Bieri, Daniel Mezger, Dominik Dusek: Super Cindy Sabotage – Realisation: Elvira Isenring, Dominik Dusek / Hörkombinat – Radio SRF 2 Kultur / Radio Stadtfilter Winterthur, 2016.